# Paul-Gerhardt-Kirche (Köln)

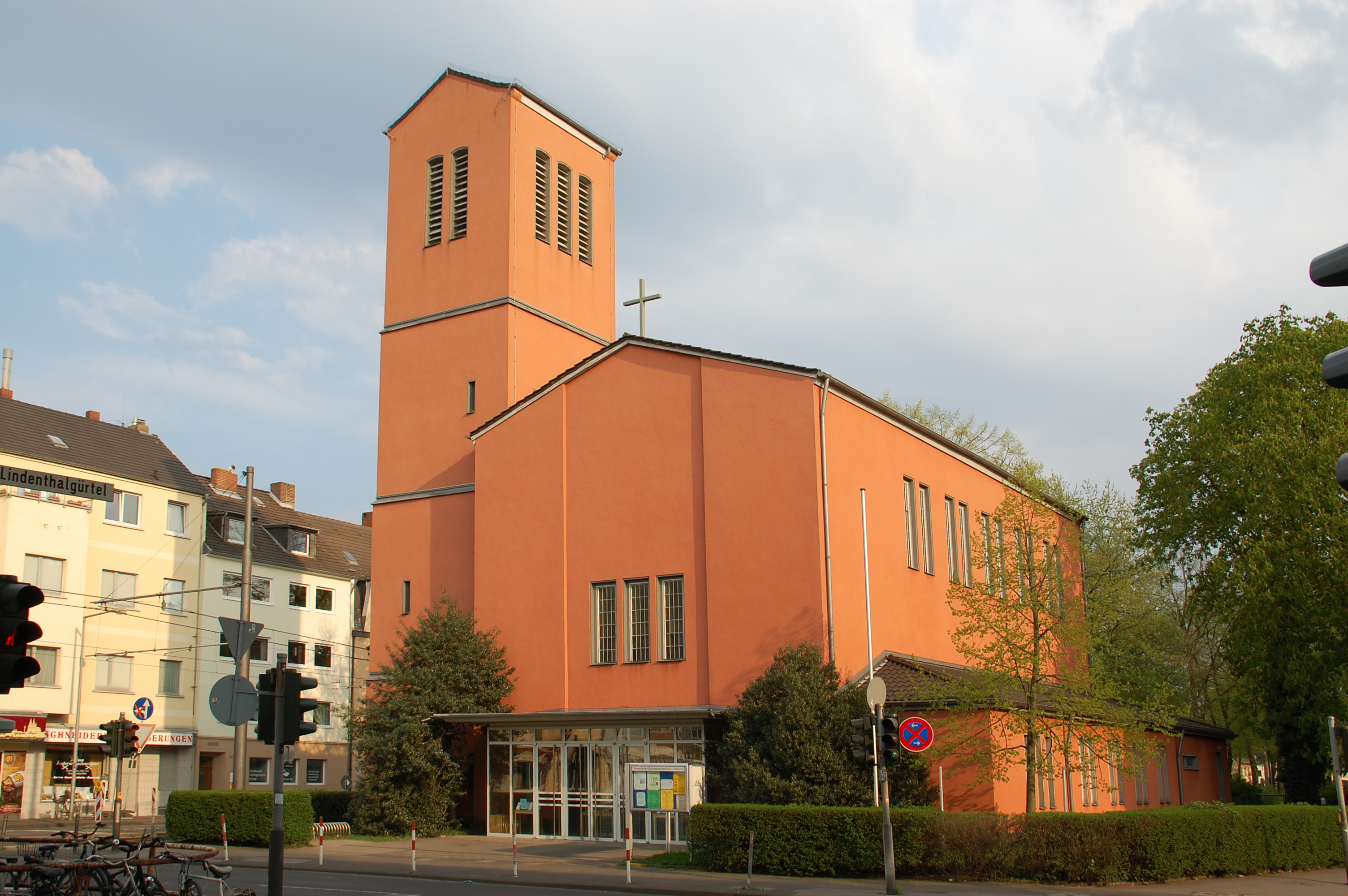
Paul-Gerhardt-Kirche, Köln

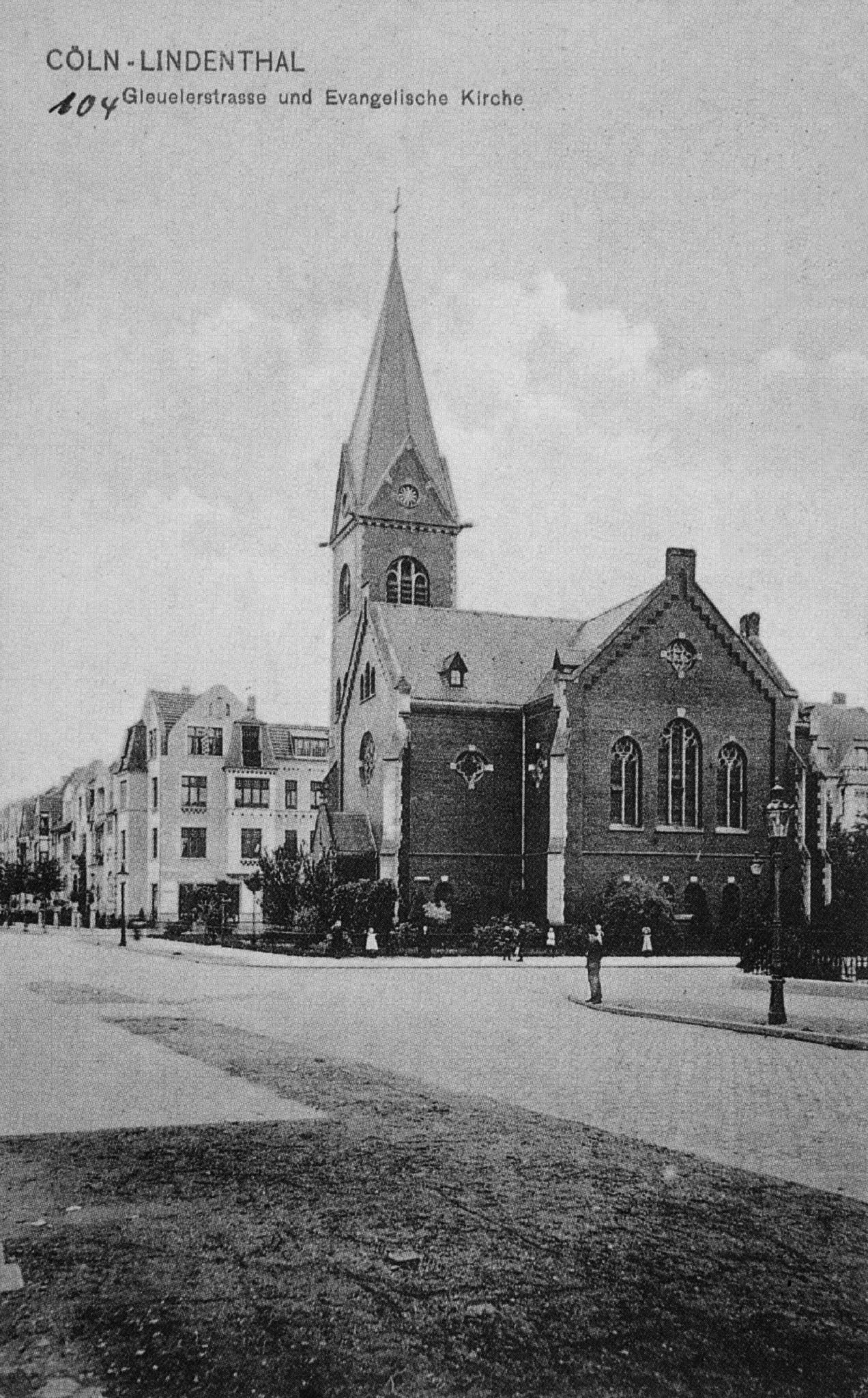
Ansicht der Kirche von 1901

Die Paul-Gerhardt-Kirche, auch „Rote Kirche“ genannt, ist ein Kirchengebäude an der Kreuzung Lindenthalgürtel/Gleueler Straße in Köln-Lindenthal. Sie ist eins von drei Kirchengebäuden der Kirchengemeinde Köln-Lindenthal im Kirchenkreis Köln-Mitte der Evangelischen Kirche im Rheinland.

## Geschichte
Am 9. Juli 1900 wurde in Gegenwart der kirchlichen Körperschaften der erste Spatenstich zum Bau der Kirche getan und am 5. August feierlich der Grundstein gelegt. Am 31. Dezember wurde der Rohbau vollendet und am 3. November 1901 die Kirche eingeweiht. Die Gesamtkosten beliefen sich auf 112.000 Reichsmark.
Sie wurde als neugotische Backsteinkirche erbaut, was ihr den volkstümlichen Namen „Rote Kirche“ einbrachte. Im Zweiten Weltkrieg wurde sie 1944 fast vollständig zerstört. Den Namen Paul-Gerhardt-Kirche erhielt sie erst 1951 beim sehr einfach gestalteten Wiederaufbau mit grauem Putz. Bei der umfangreichen Renovierung 1996 mit einer Erweiterung durch Anbauten hinter dem Chor für kleinere Veranstaltungen erhielt sie einen ihrer alten Bezeichnung entsprechenden hellroten Putz.

## Ausstattung
Die neuen Hauptausstattungsstücke Abendmahltisch, Taufbecken und Kanzel wurden von Werner Pokorny entworfen und angefertigt.

### Orgel
Die Orgel wurde 2011 von Orgelbau Kreienbrink aus Osnabrück neu erbaut. Das Schleifladen-Instrument hat 30 Register auf zwei Manualen und Pedal. Die Spieltrakturen sind mechanisch, die Registertrakturen sind elektrisch.
| I Hauptwerk C–g3 |                |       |
| 1.               | Bordun         | 16′   |
| 2.               | Prinzipal      | 8′    |
| 3.               | Gambe          | 8′    |
| 4.               | Unda rhenensis | 8′    |
| 5.               | Rohrflöte      | 8′    |
| 6.               | Oktave         | 4′    |
| 7.               | Blockflöte     | 4′    |
| 8.               | Oktave         | 2′    |
| 9.               | Mixtur IV      | 1 ⁄3′ |
| 10.              | Trompete       | 8′    |

| II Schwellwerk C–g3 |                      |        |
| 11.                 | Geigenprinzipal      |        |
| 12.                 | Gedackt              | 8′     |
| 13.                 | Salizional           | 8′     |
| 14.                 | Voix céleste         | 8′     |
| 15.                 | Prinzipal            | 4′     |
| 16.                 | Koppelflöte          | 4′     |
| 17.                 | Nasard               | 2 ⁄3′  |
| 18.                 | Terz                 | 1 3⁄5′ |
| 19.                 | Piccolo              | 2′     |
| 20.                 | Fourniture IV        | 2′     |
| 21.                 | Basson               | 16′    |
| 22.                 | Trompette harmonique | 8′     |
| 23.                 | Hautbois             | 8′     |
|                     | Tremulant            |        |

| Pedalwerk C–f1 |               |     |
| 24.            | Prinzipalbass | 16′ |
| 25.            | Subbass       | 16′ |
| 26.            | Oktavbass     | 8′  |
| 27.            | Gedacktbass   | 8′  |
| 28.            | Choralbass    | 4′  |
| 29.            | Posaune       | 16′ |
| 30.            | Trompete      | 8′  |

- Koppeln: II/I (auch als Suboktavkoppel), II/II (Superoktavkoppel), I/P, II/P